# Lhoty u Potštejna
Lhoty u Potštejna è un comune della Repubblica Ceca facente parte del distretto di Rychnov nad Kněžnou, nella regione di Hradec Králové.